# Абдулманапова, Аминат Абдулманаповна
Аминат Абдулманаповна Абдулманапова (15 мая, 1946, с. Харбук, Дахадаевский район, Дагестанская АССР) — советская и российская даргинская поэтесса, прозаик, переводчик, журналист и публицист. Член Союза писателей СССР с 1991 года. Член Союза журналистов России с 2000 года. Член клуба Северо-Кавказских писателей. 
Аминат Абдулманапова — Народный поэт Республики Дагестан (2010). Заслуженный работник культуры Республики Дагестан. Участница 8-го  Всесоюзного совещания молодых писателей в Москве в 1985 году. Лауреат международной премии «Филантроп» за книгу «Мы растём», лауреат премий А. С. Грибоедова и Расула Гамзатова. Лауреат премии «Золотой орёл». Обладатель Гранта Президента РД.

## Биография
Отец Гаджиев Абдулманап был парторгом села. Мать Гаджиева Айшат работала медсестрой.
Первые стихи Аминат начала писать в школьные годы. Окончила физико-математический факультет Дагестанского государственного педагогического института в 1969 году и Литературный институт им. Горького в Москве в 1987 году (поэтический семинар лауреата Государственной премии России и Премии Правительства РФ Владимира Фирсова).

## Деятельность
Свою трудовую деятельность начала в родной школе учителем математики и физики. Затем работала редактором телерадиокомпании «Дагестан», редактором даргинских изданий «Учебно-педагогическое издательство».
В настоящее время работает редактором журнала «Соколёнок».
Жизнь поэтессы была насыщенной, её стихи, рассказы, песни, публицистика широко публиковались в республиканской прессе на всех языках народов Дагестана. Поэтические переводы печатались в дагестанских и центральных периодических изданиях и коллективных сборниках.
В издательствах Москвы и Махачкалы вышли 40 книг стихов, прозы, из них 15 и более посвящены юным читателям.
Книга «Открой мне мир, мама!» вышла на 13 языках Дагестана и на чеченском.
Стихи переведены на многие языки народов России и на зарубежные, как на польский, болгарский, монгольский, украинский, сербский, азербайджанский и другие.
Аминат Абдулманапова — автор более 400 песен, положенных на музыку композиторами Дагестана и России, как Е. Звёздный, Э. Вердинянц, Е. Островский, М. Касумов, И. Ибрагимов, З. Абдуллаев, К. Алискеров, которые исполняют народные артисты Дагестана, неоднократно занявшие призовые места на конкурсе «Песня года»
Песня «Русская сестра» на Всероссийском конкурсе в Москве заняла 2 место среди 1500 конкурсантов.
Издана отдельная книга песен на слова Аминат Абдулманаповой композитором М-М. Исаевым.
Поэтесса перевела на родной язык знаменитых поэтов: Р. Гамзатова, Ф.Алиеву, Ю.Хаппалаева, А.Аджиева, А.Пушкина, М.Лермонтова, Е.Есенина, В.Фирсова, В.Латынина и других русских, грузинских, ингушских, монгольских.
Она автор более 200 очерков о замечательных людях Дагестана. Написала три пьесы.
Межрегиональная общественная организация инвалидов войн и военной службы России дважды наградила её орденом «Долг и честь» за стихи, посвящённые военной теме.
Все её книги оформлены дочерью Альбиной Абдулаевой, членом союза художников и журналистов России.

### Переводы на иностранные языки
Книги Аминат Абдулманаповой были опубликованы на украинском, монгольском, болгарском, азербайджанском, каракалпакском и других языках.

## Награды
- Народный поэт Республики Дагестан (2010)[3].
- Заслуженный работник культуры Республики Дагестан.
- Почётная грамота Республики Дагестан (2016)[4].
- Медаль Расула Гамзатова (2024)[5].
- Орден «За заслуги перед Республикой Дагестан» (2025)[6].